# Échelle (ruisseau)
Pour les articles homonymes, voir Échelle.
L'Échelle est un ruisseau du sud-ouest de la France, affluent de la Touvre et sous-affluent de la Charente. Elle arrose le département de la Charente (région Nouvelle-Aquitaine).

## Géographie
L'Échelle prend sa source près de Dignac, à 185 m d'altitude, au lieu-dit la Marronnière. Elle coule vers le nord-est puis vers le nord-ouest pour se jeter dans la Touvre à l'altitude de 48 m avec la Lèche, au niveau de la Font de Lussac.
Sa longueur est de 16 km.

### Communes et cantons traversés
L'Échelle arrose d'amont vers l'aval les communes de Dignac, Sers, Bouëx, Garat et Touvre.
Soit en termes de cantons et toujours d'amont vers l'aval, l'Échelle traverse les cantons de Villebois-Lavalette, Soyaux et Ruelle-sur-Touvre.

## Affluents
- Le ruisseau de Rochejoubert (rive gauche), long de 2,3 km, traversant les communes de Garat, Magnac-sur-Touvre et Touvre[2].

## Aménagements
Le long de l'Échelle, une station d'épuration est installée à Dignac, une station qualité rivière à Garat en aval de Peusec, et une station hydrométrique est installée à Touvre.